# Saint-Léger-en-Bray
Saint-Léger-en-Bray is een gemeente in het Franse departement Oise (regio Hauts-de-France) en telt 316 inwoners (2005). De plaats maakt deel uit van het arrondissement Beauvais.

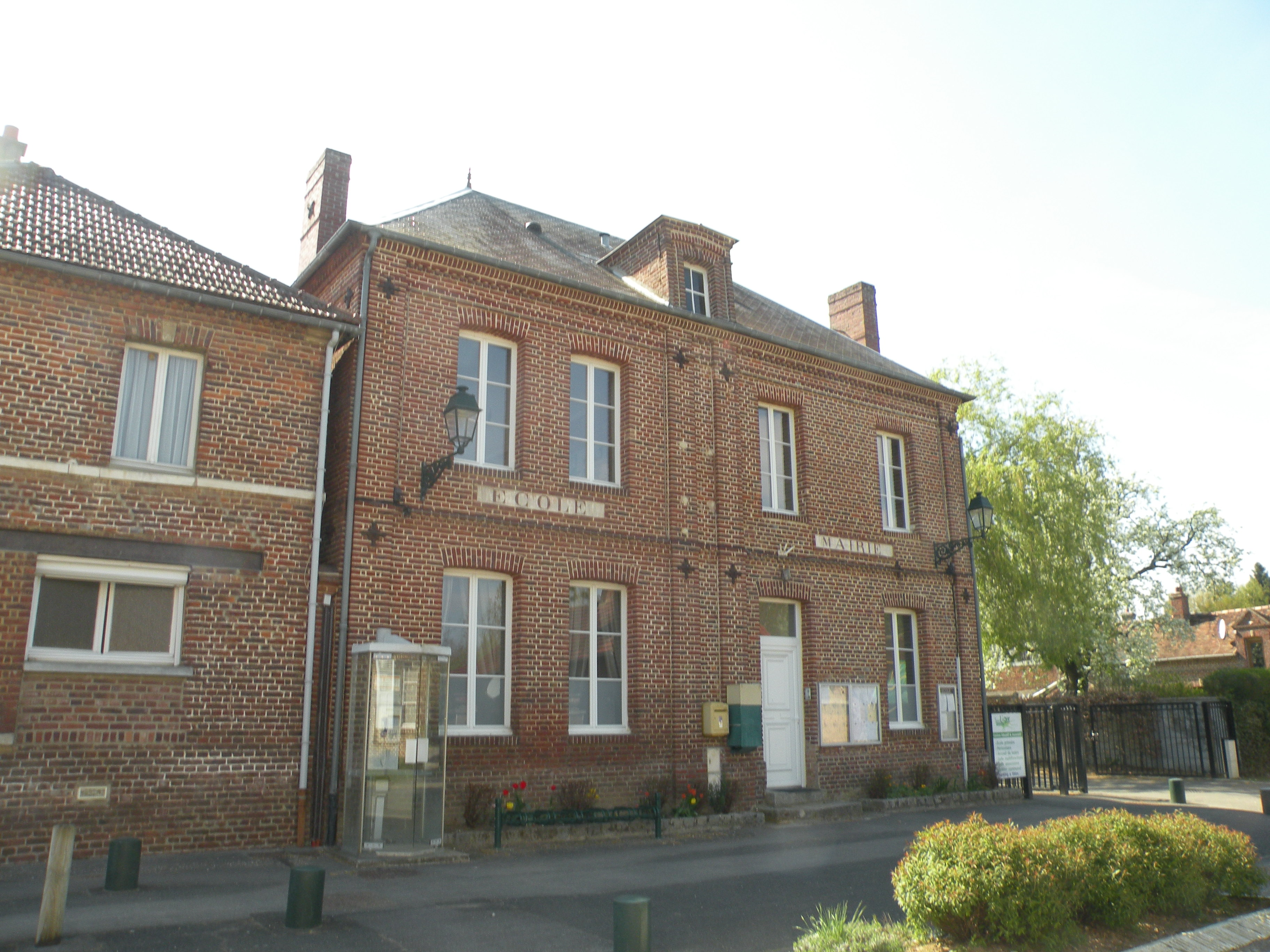
Gemeentehuis
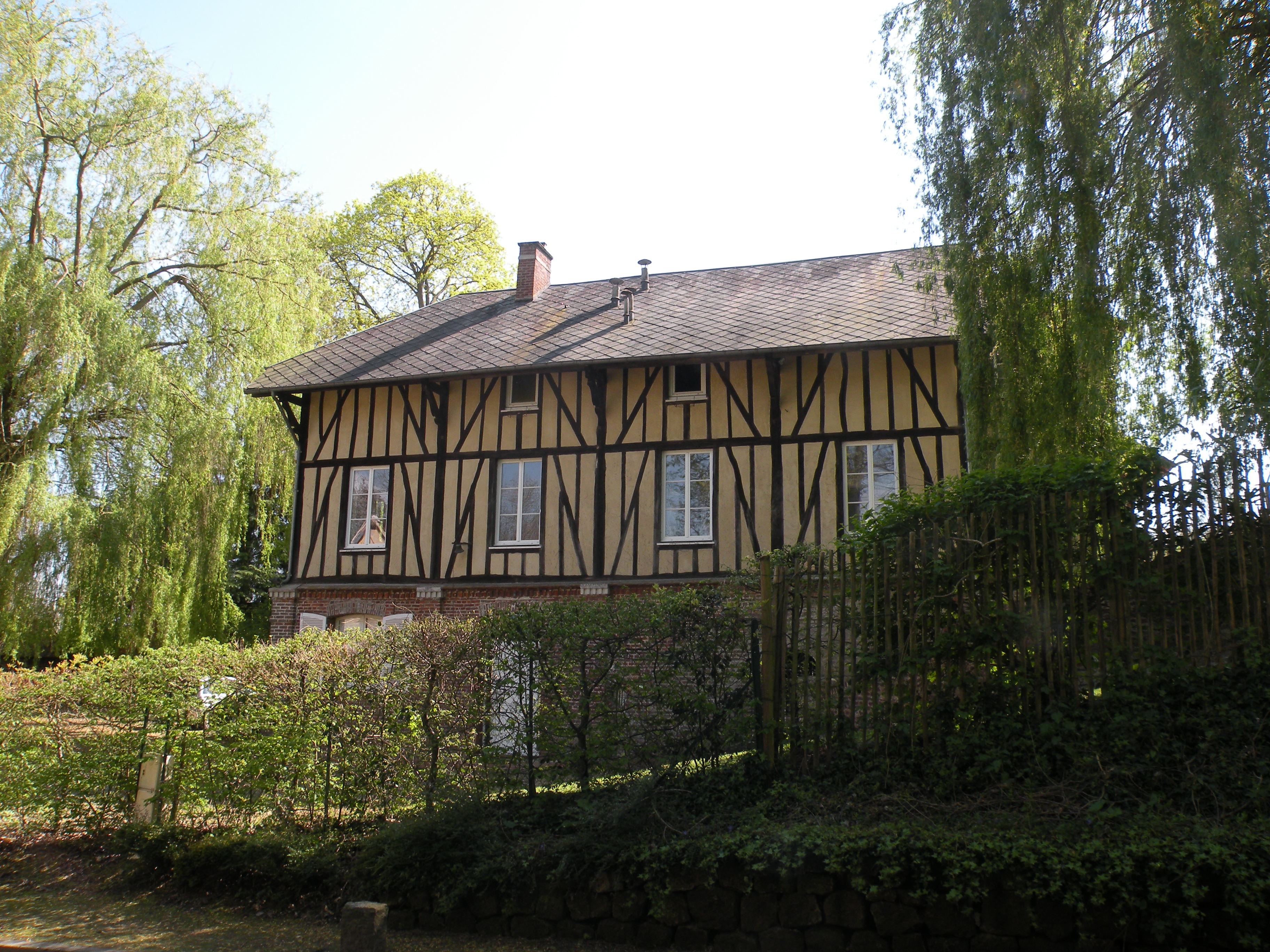
Watermolen van Saint-Léger-en-Bray
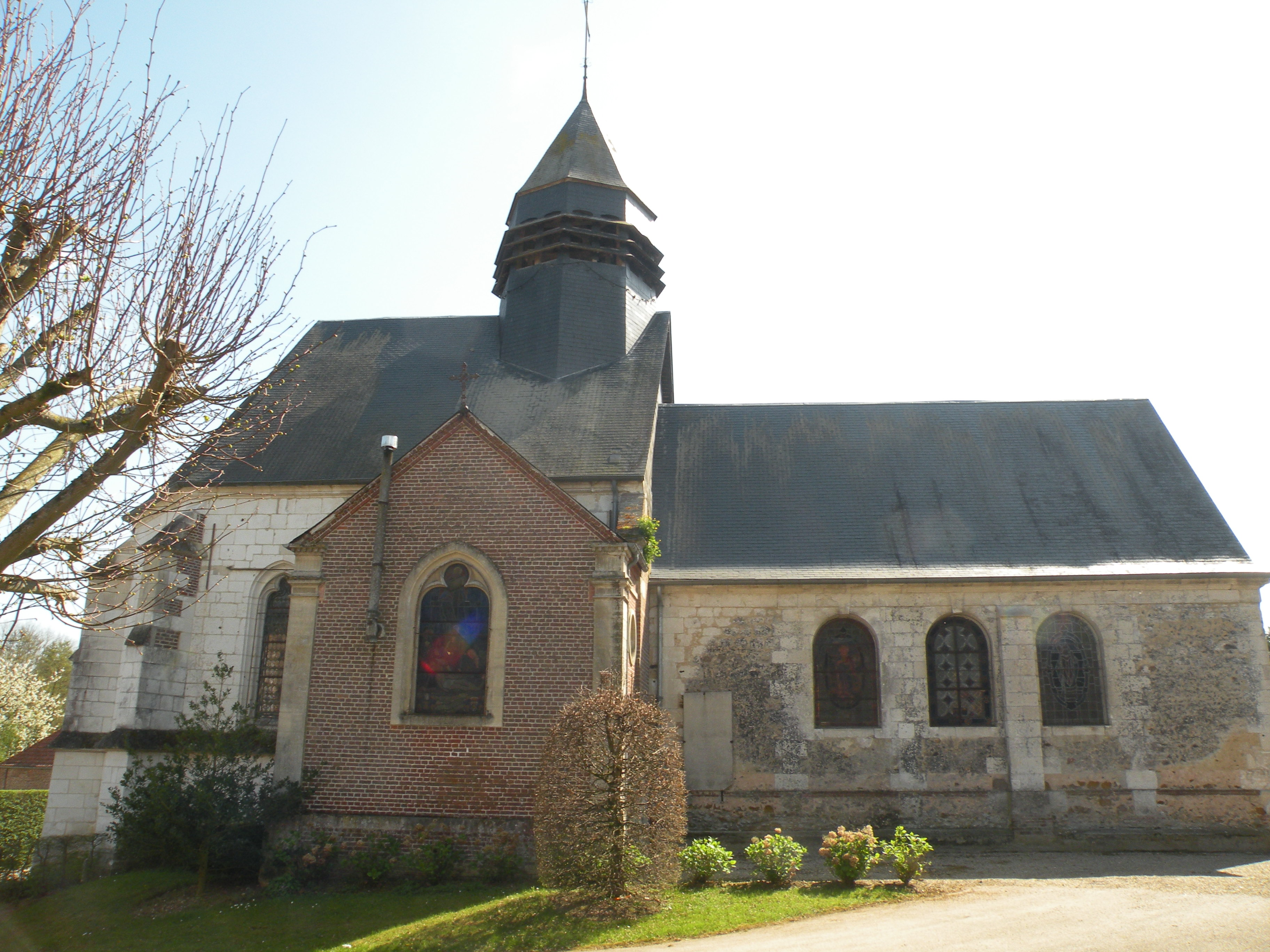
Kerk van Saint-Léger-en-Bray

## Geografie
De oppervlakte van Saint-Léger-en-Bray bedraagt 4,4 km², de bevolkingsdichtheid is 71,8 inwoners per km².
De onderstaande kaart toont de ligging van Saint-Léger-en-Bray met de belangrijkste infrastructuur en aangrenzende gemeenten.

## Demografie
Onderstaande figuur toont het verloop van het inwonertal (bron: INSEE-tellingen).